# Лузька волость
Лузька волость — адміністративно-територіальна одиниця Ольгопільського повіту Подольської губернії.
Станом на 1885 рік складалася з 9 поселень, 8 сільських громад. Населення 13574 особи (6902 чоловічої статі та 6672 — жіночої), 1789 дворових господарств.
|                     | Площа, дес. | У тому числі орної, десятин |
| ------------------- | ----------- | --------------------------- |
| Сільських громад    | 8992        | 6278                        |
| Приватної власності | 9683        | 6137                        |
| Іншої власності     | 415         | 267                         |
| Загалом             | 19090       | 10735                       |

Найбільші поселення волості станом на 1885:
- Луги — колишнє власницьке село при річці Савранка за 33 версти від повітового міста, 3768 мешканців, 649 дворів, 2 православні церкви, школа, лікарня, 4 постоялі будинки, паровий млин, завод дерев'яних цвяхів. За 4 версти — паровий млин. За 7 верст — бурякоцукровий завод з лікарнею. За 14 версти — залізнична станція Попелюхи.
- Гонорівка — колишнє власницьке село, 1615 мешканців, 178 дворів, православна церква, постоялий будинок, лавка.
- Городище — колишнє власницьке село, 2022 мешканці, 251 двір, 2 православні церкві, 2 постоялих будинки, 2 лавки, базари через 2 тижні, винокурний завод.
- Козлівка — колишнє власницьке село, 547 мешканців, 63 двори, православна церква,  постоялий будинок.
- Пиріжна — колишнє власницьке село, 1402 мешканці, 183 двори, православна церква, постоялий будинок.
- Рудницьке — колишнє власницьке село, 1868 мешканці, 251 двір, православна церква, 2 постоялих будинки.
- Чорномин (Розбійна, Медушівка) — колишнє власницьке село, 1150 мешканців, 157 дворів, православна церква, постоялий будинок.